# 長崎県道120号上岳宮ノ浦線
長崎県道120号上岳宮ノ浦線（ながさきけんどう120ごう かみだけみやのうらせん）は、長崎県西海市を通る一般県道である。

## 概要
西海市西彼町喰場（じきば）郷から西海市西彼町宮浦郷に至る。
長さは3 km程度で、ほとんど2車線だが一部1車線区間もある。中山では西の下岳方面、および東の亀浦・風早方面への市道が延びる。周辺は丘陵地に田園地帯が広がる。沿線に長崎バイオパーク・西海市立亀岳小学校・中山保育園・宮浦港がある。宮浦港は大村湾に面し、針尾島方面が見渡せる。

### 路線データ
- 起点：西海市西彼町喰場郷（バイオパーク入口交差点、国道206号交点）
- 終点：西海市西彼町宮浦郷（長崎県道242号形上宮浦港線終点）
- 総延長：3.2 km

## 地理

### 通過する自治体
- 西海市

### 交差する道路
| 交差する道路              | 交差する場所           | 交差する場所                  |
| ------------------------- | ---------------------- | ----------------------------- |
| 国道206号                 | 西彼町喰場（じきば）郷 | バイオパーク入口交差点 / 起点 |
| 長崎県道242号形上宮浦港線 | 西彼町宮浦郷           | 終点                          |

### 沿線
- 長崎県立西彼農業高等学校
- 長崎バイオパーク
- 西海市立ときわ台小学校
- 中山保育園
- 宮浦港